# Moldavië (Roemenië)
Moldavië (Roemeens: Moldova) is een historische regio in het noordoosten van Roemenië. De regio bestaat uit acht provincies en heeft een bevolking van 4.681.000 (2002). De regio wordt ook wel Westelijk Moldavië genoemd, ter onderscheid van de republiek Moldavië.
De grootste stad is Iași, dat  de op twee na grootste stad van Roemenië is. De enige havenstad van Moldavië is Galați aan de Donau.
De grootste rivieren van Moldavië zijn de Siret en de Proet. De laatste rivier vormt de grens met de republiek Moldavië: beide gebieden liggen op het grondgebied van het vroegere gelijknamige vorstendom. Een zijrivier van de Siret is de Moldova, waaraan Moldavië zijn naam dankt.
Moldavië grenst binnen Roemenië in het westen aan de historische regio's Maramureș en Transsylvanië, in het zuidwesten aan Muntenië, dat deel uitmaakt van Walachije, en in het zuidoosten aan de Dobroedzja.
Moldavië is de armste streek van Roemenië. De werkloosheid is er enorm hoog.

## Districten (județe)
- Suceava
- Botoșani
- Bacău
- Iași
- Vrancea
- Neamț
- Vaslui
- Galați

## Belangrijke steden
- Iași
- Bacău
- Galați
- Suceava

## Kerken
Het noorden van Moldavië is beroemd om zijn beschilderde kerken, vooral in de provincie Suceava. De beroemdste zijn:
- Voroneț
- Sucevița
- Humor
- Arbore